# Padang Capo Ilir
Padang Capo Ilir is een bestuurslaag in het regentschap Seluma van de provincie Bengkulu, Indonesië. Padang Capo Ilir telt 629 inwoners (volkstelling 2010).